# Adenophora divaricata
Adenophora divaricata är en klockväxtart som beskrevs av Adrien René Franchet och Paul Amédée Ludovic Savatier. Adenophora divaricata ingår i släktet kragklockor, och familjen klockväxter. Inga underarter finns listade i Catalogue of Life.